# Bay Roberts
Bay Roberts är en ort i Kanada.   Den ligger i provinsen Newfoundland och Labrador, i den östra delen av landet, 1 700 km öster om huvudstaden Ottawa. Bay Roberts ligger 9 meter över havet och antalet invånare är 13 737.
Terrängen runt Bay Roberts är lite kuperad. Havet är nära Bay Roberts österut.Bay Roberts är det största samhället i trakten. 
I omgivningarna runt Bay Roberts växer i huvudsak blandskog. Runt Bay Roberts är det ganska tätbefolkat, med 80 invånare per kvadratkilometer.